# Неорганічна речовина
Неоргані́чна речовина́ — сукупне поняттям для хімічних термінів «неорганічна сполука» та проста речовина. В межах ряду інших дисциплін (геології, екології (environmental science)) має інше значення — хімічна речовина не рослинного і не тваринного походження, а також речовини до складу яких входить одна або декілька неорганічних сполук. З точки зору хімії останнє значення рівноцінне суміші неорганічних речовин.
За В. І. Вернадським (1967)), речовина, утворена процесами, в яких жива речовина не бере участі (продукти тектонічної діяльності, метеорити тощо). Тотожними вважають терміни «абіогенна речовина», «косна речовина», «мінеральні елементи», «неорганічна речовина», «абіологічна речовина».
Прикладом абіогенної речовини земного походження можуть служити продукти вулканізму і гази, що виділяються з надр Землі. За оцінками, «надходження абіогенної речовини в біосферу становить близько 3 млрд т на рік».
Метеорити — це приклад абіогенної речовини позаземного походження. Однак явище це рідкісне. Основна складова абіогенної речовини позаземного походження — це метеоритний пил, надходження якого на Землю оцінюється величиною 104–106 т/рік. Це небагато, але за 4,5 млрд років існування Землі «космічного пилу» на неї накопичилося сотні метрів (щоправда, суттєво перемішаного з компонентами земної речовини).
Вивченню властивостей неорганічних речовин присвячена неорганічна хімія.
Початково поділ на органічні та неорганічні речовини склався за ознакою походження: органічними вважалися речовини, які зустрічаються в живих організмах. Вважалося, що органічні речовини неможливо утворити з неорганічних. Однак, з розвитком хімії вдалося синтезувати органічні речовини з тих, які традиційно вважалися неорганічними, а тому в основі сучасного визначення органічної речовини закладено присутність у їхньому складі атомів хімічного елемента вуглецю. Неорганічними вважаються також деякі сполуки Карбону, такі як, наприклад, вуглекислий газ CO2, чадний газ CO, карбонатна кислота та її солі.